# Vitsentzos Kornaros
Vitsentzos Kornaros (Grieks: Βιτσέντζος Κορνάρος) was een Kretenzische dichter uit de laatste eeuw van de Venetiaanse overheersing (1211-1669) van Kreta. Hij wordt beschouwd als een van de belangrijkste vertegenwoordigers van de Kretenzische en Nieuwgriekse literatuur. Hij schreef het verhalende liefdesavontuur, de Erotokritos. Vroeger werd ook het religieuze drama Het offer van Abraham aan hem toegeschreven.

## Biografie
De meest betrouwbare informatie over de afkomst van Kornaros wordt door de dichter zelf gegeven aan het einde van zijn werk: hij vermeldt zijn naam Vitsentsos, zijn familienaam Kornaros, zijn geboorteplaats Sitia en de plaats 'Kastro', het hedendaagse Heraklion, waar hij trouwde:
En ik wil me niet schuilhouden en onbekend blijven
maar ik wil me bekend maken zodat iedereen me kent.
Vitsentsos heet de dichter van de familie Kornaros,
moge hij zonder zonden blijken als de Dood hem haalt.
In Sitia is hij geboren, in Sitia opgegroeid,
daar heeft hij gemaakt en gewrocht wat hij u schrijft
In Heraklion is hij getrouwd, zoals de natuur voorschrijft,
moge zijn einde komen waar God beschikt.
Vroeger dateerde men het leven en de activiteiten van Kornaros rond het midden van de 17e eeuw. Men geloofde dat Het offer van Abraham in 1635 werd geschreven, het jaar dat in het handschrift wordt genoemd, en de Erotokritos later, tegen 1645 of 1648, toen het beleg van Heraklion door de Ottomanen begonnen was. Een episode in de Erotokritos die verhaalt over het duel tussen de Kretenzer en Karamanitis uit Klein-Azië werd beschouwd als een latere toevoeging uit de jaren van de Venetiaans-Ottomaanse oorlog om Kreta (1645-1669) en een echo van de strijd van de Kretenzers tegen de Ottomanen. Deze mening wordt ook geuit in oudere publicaties en de Geschiedenis van de Nieuwgriekse literatuur door Linos Politis [2] en de Geschiedenis van de Moderne Griekse literatuur door K.Th. Dimaras[3].
Volgens recenter onderzoek moet de dichter van de Erotokritos geïdentificeerd worden met een Veneto-Kretenzische Vitsentsos Kornaros, geboren op 26 maart 1553 in Trapezonda in de provincie Sitia. Hij was de zoon van Iakovos Kornaros en Zabeta Demezzo, de zoon van een gegoede vergriekste adellijke Venetiaanse familie. Zijn broer, Andreas Kornaros, is de auteur van een onuitgegeven Geschiedenis van Kreta. Hij woonde in Sitia tot ongeveer 1580 en vestigde zich later in Candia (nu Heraklion). Daar trouwde hij met Marietta Zeno, met wie hij twee dochters kreeg, Helena en Caterina. In 1591 bekleedde hij administratieve functies en tijdens de pest (1591-1593) werd hij belast met het toezicht op de gezondheidsdienst. Hij was ook lid van een literair genootschap, de Academie van de Vreemden (Stravaganti), opgericht door zijn broer Andreas. Hij stierf in 1613 of 1614 in Candia en werd begraven in het klooster van Sint Franciscus. Deze opvatting over zijn identiteit is thans door de meeste onderzoekers geaccepteerd [4].

### Oeuvre
·        Εrotokritos, berijmd liefdesgedicht; 
·        Het offer van Abraham, religieus drama (anoniem overgeleverd, maar vroeger toegeschreven aan Vitsentsos Kornaros)

## Monument

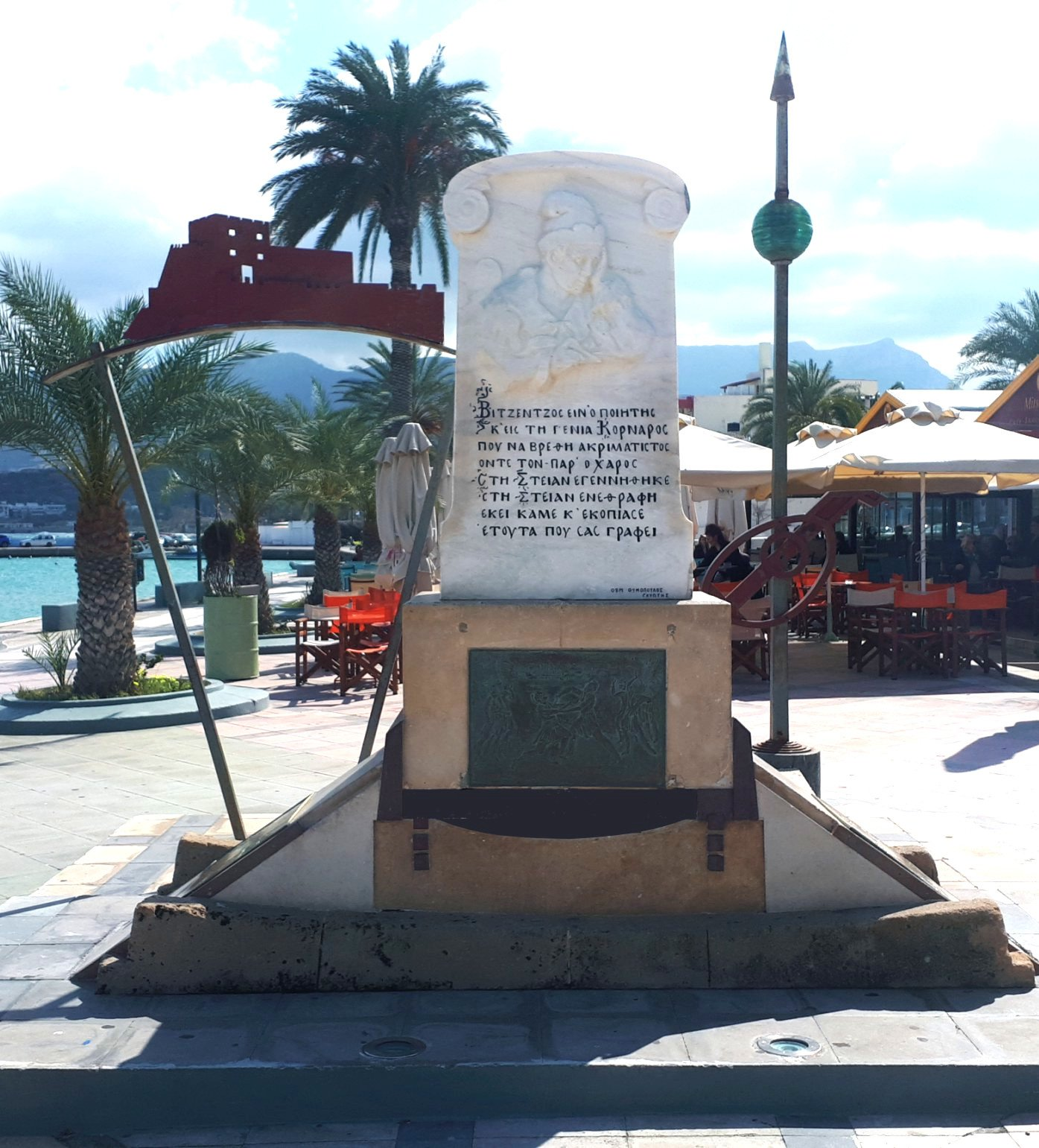
Monument opgedragen aan de Sitia-dichter Vitsentzos Kornaros

Monument opgedragen aan de Sitia-dichter Vitsentzos Kornaros, werk van beeldhouwer Thomas Thomopoulos